# Longa (Écosse)
Pour les articles homonymes, voir Longa.
Ne doit pas être confondu avec Longay.
Longa est une île du Royaume-Uni située en Écosse.

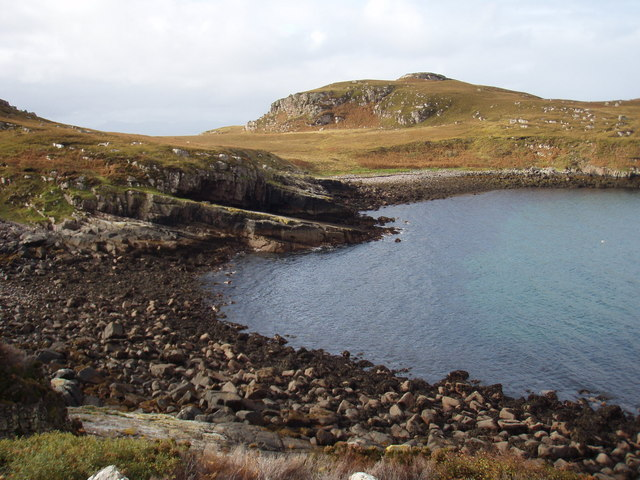
Vue de Camus na Rainich, une crique sur le littoral nord de l'île avec Carr Mòr au dernier plan, la plus haute colline de l'ouest de l'île.